# Susana Vieira
Sônia Maria Vieira Gonçalves, née le 23 août 1942 à São Paulo, est une actrice et danseuse brésilienne.